# Saccocoelium obesum
Saccocoelium obesum är en plattmaskart. Saccocoelium obesum ingår i släktet Saccocoelium och familjen Haploporidae. Inga underarter finns listade i Catalogue of Life.